# Kale (Malatya)
Kale (türkisch für Burg) ist eine Stadtgemeinde (Belediye) im gleichnamigen Ilçe (Landkreis) der Provinz Malatya in Ostanatolien und gleichzeitig eine Gemeinde der 2012 geschaffenen Büyüksehir belediyesi Malatya (Großstadtgemeinde/Metropolprovinz). Seit der Gebietsreform 2013 ist die Gemeinde flächen- und einwohnermäßig identisch mit dem Landkreis.
Kale liegt im Südosten der Provinz und grenzt an die Provinzen Diyarbakır und Elazığ. Es ist der zweitkleinste und bevölkerungsärmste Landkreis/Stadtbezirk der Büyüksehir belediyesi.
Der frühere Name wird mit dem aramäischen Gebirgsnamen İzala/İzlô, der den Süden des Tur Abdin ausmacht, in Verbindung gebracht.
Bis zu seiner Bildung 1990 war Kale ein Bucak im zentralen Landkreis (Merkez Ilçe) der Provinzhauptstadt Malatya. Das Gesetz Nr. 3644 gliederte ihn von dort aus. Die 20 Dörfer (mit Bağlıca als Hauptort) zählten zur letzten Volkszählung 1985 9.230 Einwohnern (1990 als Kreis: 8.564 Einw.).
(Bis) Ende 2012 bestand der Landkreis aus der Kreisstadt und 19 Dörfern (Köy), die im Zuge der Verwaltungsreform 2013 in Mahalle (Stadtviertel/Ortsteile) überführt wurden. Die neun existierenden Mahalle der Kreisstadt blieben erhalten, somit stieg die Zahl der Mahalle auf 28 an. Den Mahalle steht ein Muhtar als oberster Beamter vor.
Ende 2020 lebten durchschnittlich 201 Menschen in jedem dieser Mahalle, 560 Einw. im bevölkerungsreichsten (Bentköy Mah.).